# 具苞念珠芥
具苞念珠芥（学名：Torularia bracteata）为十字花科念珠芥属下的一个种。

## 扩展阅读
- 維基物種上的相關：具苞念珠芥